# Caliphaea confusa
Caliphaea confusa är en trollsländeart som beskrevs av Hagen in Selys 1859. Caliphaea confusa ingår i släktet Caliphaea och familjen jungfrusländor. IUCN kategoriserar arten globalt som livskraftig. Inga underarter finns listade i Catalogue of Life.